# Morée
Morée is een gemeente in het Franse departement Loir-et-Cher (regio Centre-Val de Loire). De plaats maakt deel uit van het arrondissement Vendôme. Morée telde op 1 januari 2022 1.079 inwoners.

## Geografie
De oppervlakte van Morée bedroeg op 1 januari 2022 25,83 vierkante kilometer; de bevolkingsdichtheid was toen 41,8 inwoners per km².
De onderstaande kaart toont de ligging van Morée met de belangrijkste infrastructuur en aangrenzende gemeenten.

## Demografie
Onderstaande figuur toont het verloop van het inwonertal (bron: INSEE-tellingen).